# 佩塔尔·波波维奇 (1979年)
佩塔尔·波波维奇（1979年7月28日—），塞尔维亚前男子篮球运动员。他曾代表塞尔维亚和黑山国家队参加2004年夏季奥林匹克运动会篮球比赛，获得第十一名。